# Karl Krumbacher
Karl Krumbacher (Kürnach im Allgäu, 23 de septiembre de 1856 – Múnich, 12 de diciembre de 1909) fue un erudito alemán,  un experto en la lengua, literatura, historia y cultura griega bizantina. Fue uno de los principales fundadores del estudio bizantino como disciplina académica independiente en las universidades modernas.
Nació en Kürnach im Allgäu (actual Wiggensbach) en el Reino de Baviera. Estudió filología clásica y lingüística indoeuropea en las Universidades de Múnich y Leipzig. En 1879 aprobó el Examen Estatal (Staatsexamen) y fue a partir de entonces que estuvo activo como profesor de escuela secundaria hasta 1891. En 1883 obtuvo su doctorado (Promotion) y en 1885 su habilitación en Filología griega medieval y moderna. Desde 1897 fue profesor de Historia y Literatura en griego medieval y moderno en la Universidad de Múnich, y titular de la cátedra de Estudios Bizantinos —de reciente creación—, la primera cátedra en esta materia en el mundo. Fundó la Byzantinische Zeitschrift (1892), la revista académica más antigua de Estudios Bizantinos, y el Byzantinisches Archiv (1898). Su colaborador en ese momento era Bozidar Prokić (1859-1922), el renombrado «bizantinista de Belgrado». Murió en Múnich en 1909. Su sucesor como profesor de Estudios Bizantinos fue August Heisenberg.
Su obra más importante es Geschichte der byzantinischen Literatur von Justinian bis zum Ende des oströmischen Reiches (527-1453), o Historia de la literatura bizantina desde Justiniano hasta la caída del Imperio Romano de Oriente, en 1891. Una segunda edición fue publicada en 1897, con la colaboración de Albert Ehrhard (sección sobre teología) y Heinrich Gelzer (bosquejo general de la historia bizantina, 395 a. C. a 1453 d. C.). El valor de la obra se ha mejorado en gran medida por su completa bibliografía y permaneció como un libro de texto estándar durante décadas.
Los constantes recorridos de Krumbacher en Grecia y el Imperio otomano se convirtieron en la base de su Griechische Reise (1886). Sus obras notables incluyen estudios sobre la poesía de Miguel Glicas (1894), Kassia (1897) y Populäre Aufsätze (1900). En Das Problem der neugriechischen Schriftsprache (1902) se opuso firmemente a los esfuerzos de los puristas cazarévusas para introducir el estilo clásico en lengua griega moderna y la literatura. Una lista completa de sus obras fue publicada en la edición conmemorativa de Byzantinische Zeitschrift.
En 1900, recibió un doctorado honoris causa de la Universidad Jaguelónica de Cracovia.